# Arabia Terra

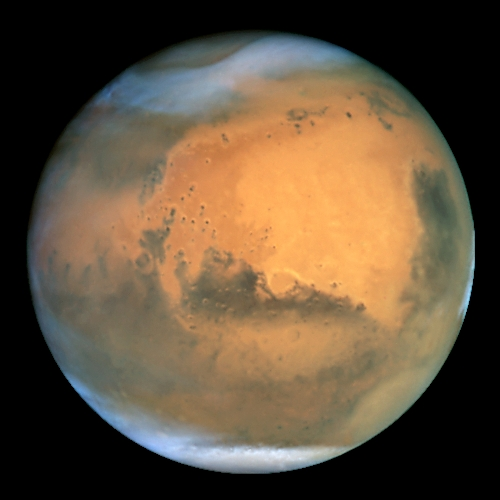
Foto van Mars door de Hubble-telescoop in 2001. Het helder gele gebied is Arabia Terra

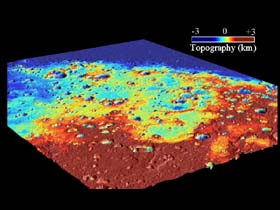
een hoogtekaart van Arabia Terra gemaakt door de Mars Global Surveyor.

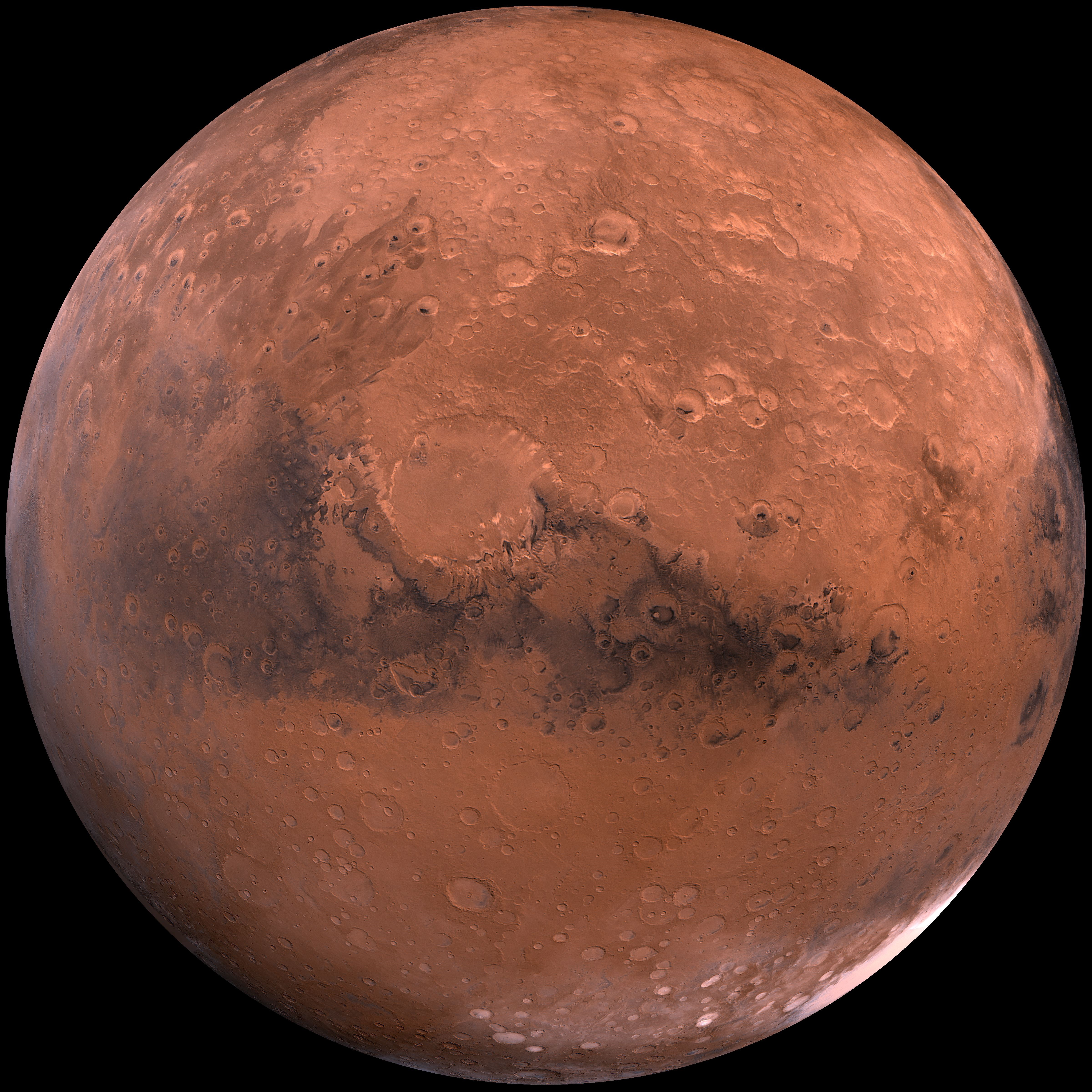
Fotomozaïek van de Viking 1-orbiter met hoge resolutie in een projectie als vanuit een ruimtesonde. Het lichtere gebied rechtsboven is Arabia Terra.

Arabia Terra is een groot hoogland op het noordelijk halfrond bij de evenaar van Mars, dat dicht bezaaid ligt met kraters en zwaar geërodeerd is. De afgesleten topografie wijst op een hoge ouderdom, zodat Arabia Terra een van de oudste gebieden op de planeet moet zijn. Op zijn breedst bestrijkt het 4500 km, ruwweg tussen 25°N en 5°O. De oostelijke en zuidelijke delen van Arabia Terra liggen 4 kilometer hoger dan die in het noordwesten. Naast de vele kraters slingeren canyons door Arabia Terra, die uitmonden in het Noordelijk Laagland van Mars.

## Vernoeming
Bij de vaststelling van de topografische namen van Mars in 1979 door de IAU werd Arabia Terra vernoemd naar het corresponderende gebied dat Giovanni Schiaparelli in de negentiende eeuw vanaf de aarde waarnam en op zijn kaart noemde naar het Arabische schiereiland.

## Recent onderzoek
De karakteristieken van het gebied werden in 1997 onderzocht. Het bleek dat een gordel van kraters aan de evenaar aanmerkelijk minder oud is dan het noordelijk deel van Arabia Terra. Dit werd uitgelegd als een gevolg van subductie van de aardschol van het laagland onder Arabia Terra in de Noachische periode. Breukpatronen werden ook zo verklaard. Een onvaste rotatie van Mars werd als mogelijke oorzaak verworpen.